# Aeroportul High Level
Aeroportul High Level (IATA: YOJ, ICAO: CYOJ) este un aeroport din Alberta, Canada.
Situat la o altitudine de 338 m, aeroportul dispune de o singură pistă.